# U.S. Route 56
La U.S. Route 56 (US 56) est une US Route ouest–est parcourant environ 640 miles (1 030 km) dans le Midwest américain. Son terminus ouest est à l'intersection entre la I-25 Bus., la US 412 et la NM 21 à Springer, Nouveau-Mexique alors que son terminus est est à la jonction avec la US 71 à Kansas City, Missouri. La majeure partie de la route suit la Santa Fe Trail.

## Description du tracé
|       | mi     | km       |
| ----- | ------ | -------- |
| NM    | 93,80  | 150,92   |
| OK    | 71,00  | 114,24   |
| KS    | 471,00 | 757,84   |
| MO    | 3,30   | 5,31     |
| Total | 639,10 | 1 028,30 |

### Nouveau-Mexique

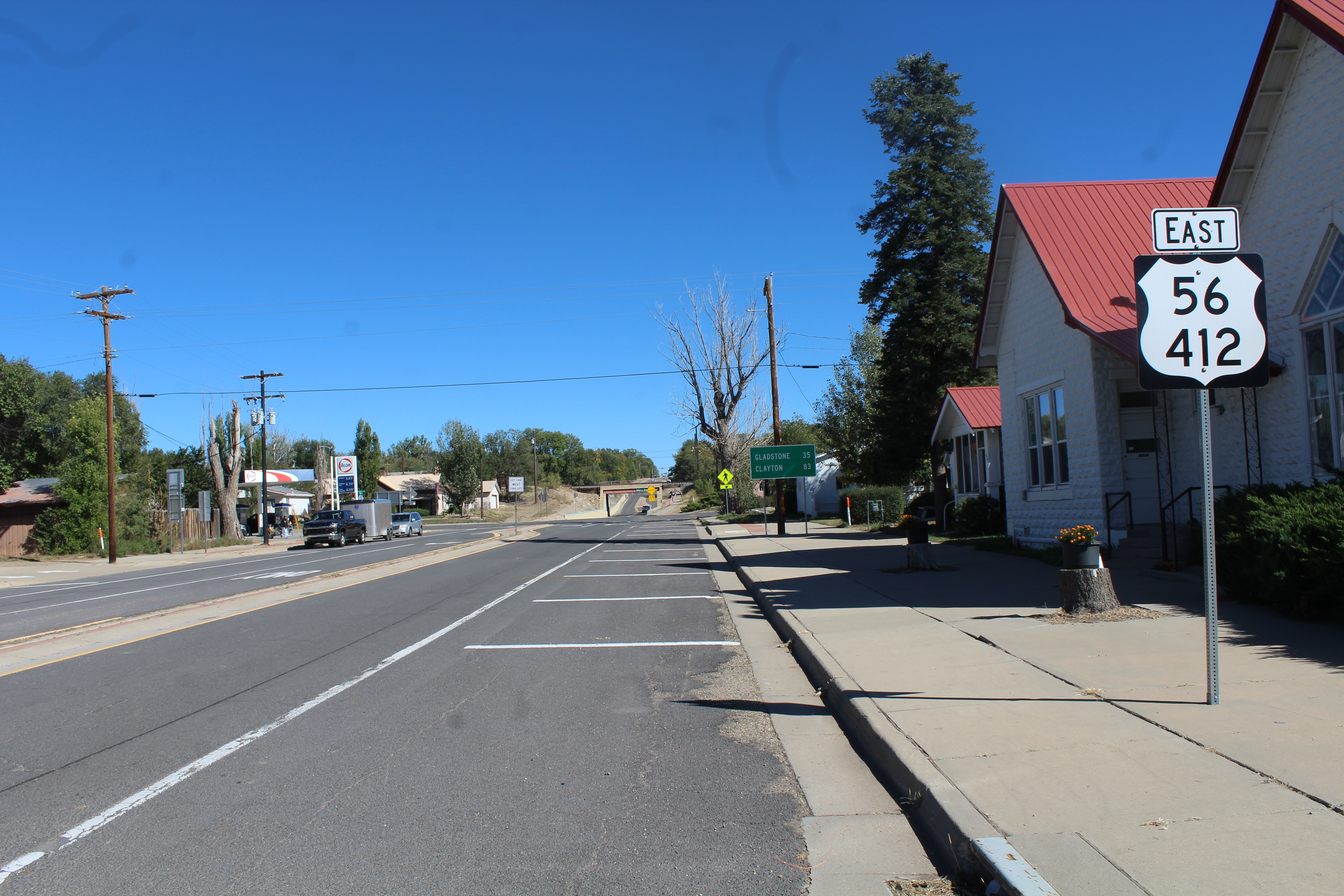
US 56 et US 412 est à Springer

La US 56 forme un multiplex avec la US 412 sur l'entièreté de son parcours au Nouveau-Mexique. Les routes débutent ensemble à Springer et se dirigent vers l'est en direction d'Abbot. Elles continuent vers l'est et passent par Farley et Gladstone. Elles arrivent dans la seule autre ville importante, Clayton, où elles croisent la US 64 et la US 87. La US 64 rejoint le multiplex vers le nord-est. La route passe par le coin nord-ouest du Texas (sans entrer dans l'état) et se poursuit dans la Kiowa National Grassland en direction de l'Oklahoma.

### Oklahoma
Le court parcours de la US 56 en Oklahoma consiste en un tracé diagonal vers le nord-est dans l'ouest du Panhandle de l'Oklahoma. La route entre dans l'état près du coin sud-ouest du Panhandle, en même temps qu'elle entre dans la Rita Blanca National Grassland. Elle quitte la prairie près de Felt. Trois miles (4,8 km) au sud-ouest de Boise City, la US 385 rejoint le multiplex. Les routes entrent à Boise City et traversent la ville. La US 56 se sépare des autres routes au nord-est de Boise City.
La route devient parallèle à la Cimarron Valley Railroad pour le reste de son trajet en Oklahoma. La prochaine ville traversée est Keyes, suivie de Sturgis. Elle continue vers le nord-est et atteint la frontière du Kansas aux limites est d'Elkhart.

### Kansas
La US 56 entre au Kansas à Elkhart. Elle traverse l'état du sud-ouest au nord-est en passant par Dodge City, Great Bend, McPherson, Council Grove et Baldwin City. Elle rejoint l'I-35 / US 50 à l'est de Gardner et se dirige vers le nord-est jusqu'à la région métropolitaine de Kansas City. Elle quitte l'autoroute à Overland Park et quitte l'état en empruntant Shawnee Mission Parkway.

### Missouri

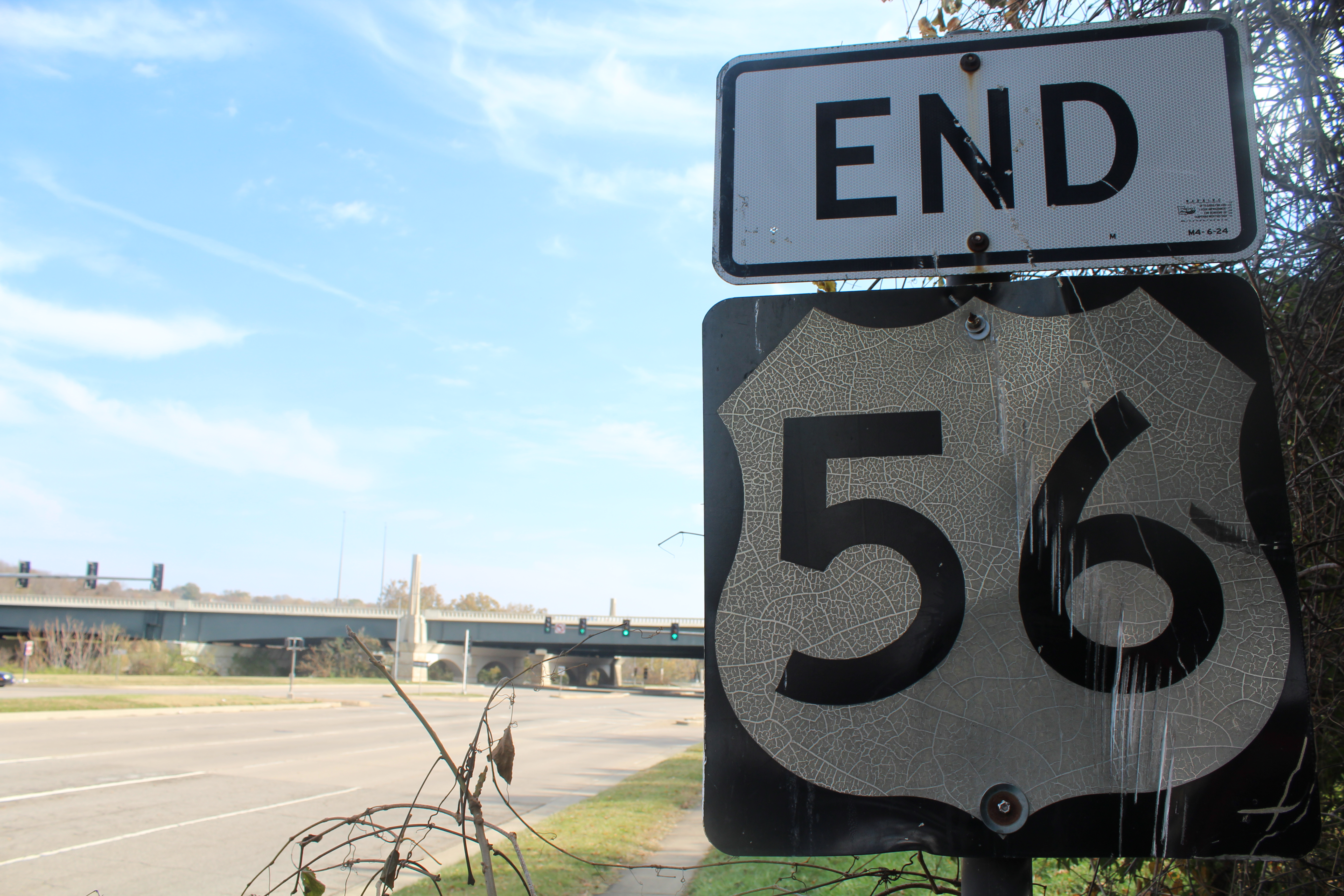
Terminus est de la US 56 à la jonction avec la US 71 à Kansas City, MO

La US 56 entre au Missouri à Kansas City. Pour un mile (1,6 km), la US 56 suit Ward Parkway jusqu'à Roanoke Avenue. Elle emprunte cette avenue (direction est) ainsi que Belleview Avenue (direction ouest) jusqu'à W 47th Street. Elle emprunte ensuite Brookside Boulevard ainsi que Dr Martin Luther King Jr Boulevard jusqu'à ce qu'elle atteigne la US 71, où elle prend fin.

## Intersections majeures
Nouveau-Mexique
 I-25 BL / US 412 / NM 21 à Springer. La US 56 / US 412 forment un multiplex jusqu'au nord-est de Boise City, Oklahoma.
 US 64 / US 87 à Clayton. La US 56 / US 64 forment un multiplex jusqu'au nord-est de Boise City, Oklahoma.
Oklahoma
 US 385 au sud-ouest de Boise City. Les routes forment un multiplex jusqu'à Boise City.
 US 287 à Boise City
Kansas
 US 83 / US 160 à Sublette
 US 400 à Dodge City. Les routes forment un multiplex dans la ville.
 US 283 à Dodge City. Les routes forment un multiplex dans la ville.
 US 50 à l'est de Dodge City. Les routes forment un multiplex jusqu'à Kinsley.
 US 183 à Kinsley. Les routes forment un multiplex jusqu'à mi-chemin entre Kinsley et Garfield.
 US 281 à Great Bend
 I-135 à McPherson
 US 77 à Marion. Les routes forment un multiplex jusqu'à Herington.
 I-335 / Kansas Turnpike à l'est d'Admire
 US 75 au sud de Carbondale
 US 59 à l'ouest de Baldwin City
 I-35 / US 50 à Gardner. Les routes forment un multiplex jusqu'à Merriam.
 US 169 à Olathe. Les routes forment un multiplex jusqu'à Mission Woods.
 I-435 à Lenexa
 US 69 à Overland Park. Les routes forment un multiplex jusqu'à Merriam.
Missouri
 US 71 à Kansas City